# Andrea Blackett
Andrea Blackett (Londen, 24 januari 1976) is een voormalige Barbadiaanse atlete, die was gespecialiseerd in de 400 m horden. Tweemaal nam ze deel aan de Olympische Spelen, maar bleef medailleloos.

## Biografie
In 1997 nam Blackett een eerste keer deel aan de wereldkampioenschappen. In de finale van de 400 m horden eindigde ze op een achtste plaats. Een eerste internationaal succes behaalde zij vervolgens in 1998 met een overwinning op de 400 m horden op de Gemenebestspelen in Kuala Lumpur.
Nadien nam Blackett nog vijfmaal deel aan een WK. Als beste resultaat behaalde ze een vierde plaats op de wereldkampioenschappen in 1999.
In 2000 kwalificeerde Blackett zich voor de Olympische Spelen. Ze werd uitgeschakeld in de halve finale. Vier jaar later, op de Olympische Spelen van 2004, sneuvelde zij al in de reeksen. Ze kwalificeerde zich een derde maal voor de Olympische Spelen in 2008, maar moest afhaken als gevolg van een blessure. Ze nam meteen afscheid van de internationale atletiek.

## Titels
- Barbadiaans kampioene 100 m horden – 1997, 1998, 2003, 2004
- Barbadiaans kampioene 100 m horden – 2001

## Persoonlijke records
Outdoor
| Onderdeel    | Prestatie | Datum            | Plaats  |
| ------------ | --------- | ---------------- | ------- |
| 400 m        | 54,01 s   | 12 juli 2006     | Nuoro   |
| 100 m horden | 13,39 s   | 2 september 2003 | Luik    |
| 400 m horden | 53,36 s   | 25 augustus 1999 | Sevilla |

Indoor
| Onderdeel   | Prestatie | Datum         | Plaats     |
| ----------- | --------- | ------------- | ---------- |
| 60 m horden | 8,37 s    | 15 maart 2003 | Birmingham |

## Palmares

### 400 m horden
Kampioenschappen
- 1997: 8e WK – 55,63 s
- 1997:  Centraal-Amerikaanse en Caraïbische kamp. – 55,64 s
- 1998:  Gemenebestspelen – 53,91 s
- 1998:  Centraal-Amerikaanse en Caraïbische Spelen – 54,61 s
- 1999: 4e WK – 53,36 s
- 1999:  IAAF Wereldatletiekfinale – 53,63 s
- 1999:  Pan-Amerikaanse Spelen – 53,98 s
- 1999:  Centraal-Amerikaanse en Caraïbische kamp. – 56,87 s
- 2003: 6e WK – 54,79 s
- 2003:  IAAF Wereldatletiekfinale – 54,28 s
- 2003:  Pan-Amerikaanse Spelen – 55,24 s
- 2003:  Centraal-Amerikaanse en Caraïbische kamp. – 56,12 s
- 2005: 6e WK – 55,06 s
- 2005: 5e IAAF Wereldatletiekfinale – 55,25 s
- 2005:  Centraal-Amerikaanse en Caraïbische kamp. – 56, 47 s
- 2007: 5e Pan-Amerikaanse Spelen – 56,02 s

Golden League-podiumplaatsen
- 1998:  Herculis - 53,74 s
- 1999:  Weltklasse Zürich - 53,83 s
- 2005:  ISTAF - 55,27 s

### 110 m horden
- 1997:  Centraal-Amerikaanse en Caraïbische kamp. – 13,44 s

### 4 x 400 m
- 1999:  Pan-Amerikaanse Spelen